# إتيلنفرين
إتيلنفرين هو مكوّن فعّال في عقاقير منشطات القلب، حيث يستخدم رافعاً للتوتر الوعائي وفي علاج هبوط الضغط الانتصابي.
ينتمي المركب كيميائياً إلى الفينيثيلامينات، والتي لها تأثير محاكي الودي.
يؤدي الحقن الوريدي للعقار إلى زيادة النتاج القلبي وحجم النفضة والعائد الوريدي وضغط الدم، مما دفع بالاقتراح أن يكون منشطاً للمستقبلات الأدرينالية α (ألفا) و β (بيتا).